# Болотница (Псковская область)
Болотница — деревня на юго-западе Бежаницкого района Псковской области. Входит в состав сельского поселения Кудеверская волость.
Расположена на Бежаницкой возвышенности, у Кудеверского озера, в 5 км к северо-востоку от волостного центра Кудеверь и в 43 км к юго-западу от райцентра Бежаницы.
Численность населения деревни по состоянию на 2000 год составляла 16 жителей.